# ヴリンダーヴァン

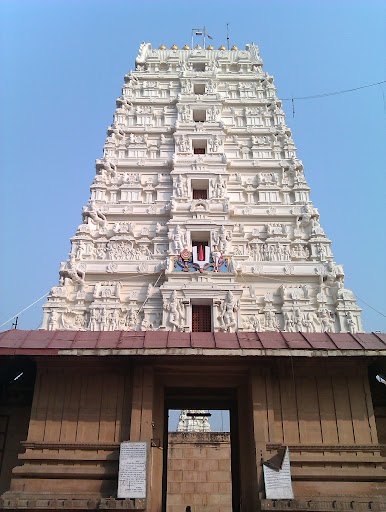
ヴリンダーヴァンのラングジー寺院

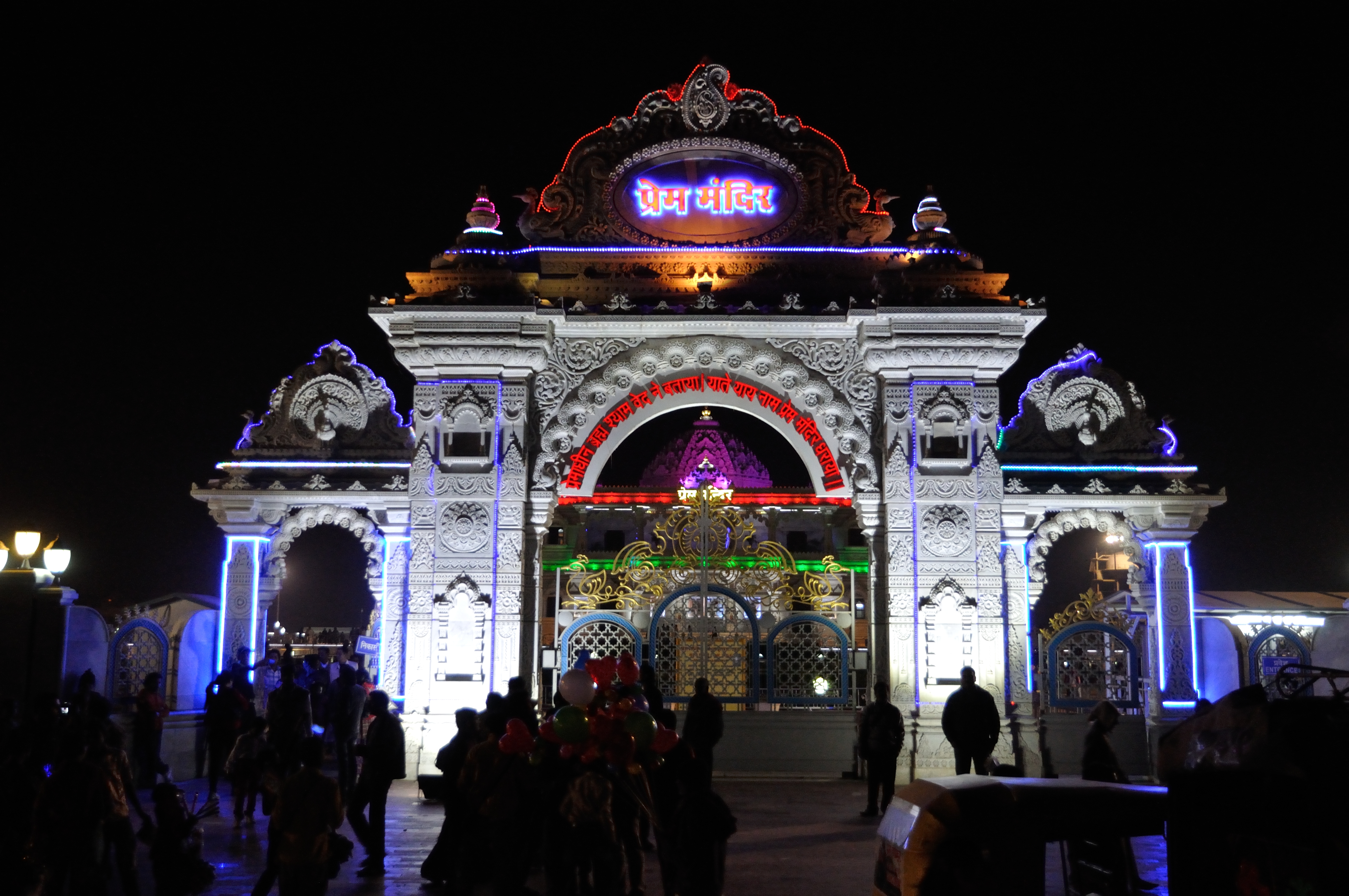
ヴリンダーヴァンのプレーム・マンディル

ヴリンダーヴァン（ヒンディー語：वृन्दावन、英語：Vrindavan）は、インドのウッタル・プラデーシュ州、マトゥラー県の都市。クリシュナ生誕の地として有名で、ヒンドゥー教の聖地である。ブリンダーヴァン、ブリンダーバンとも呼ばれる。

## 歴史
伝説上では、この地でクリシュナ神が生まれたとされる。

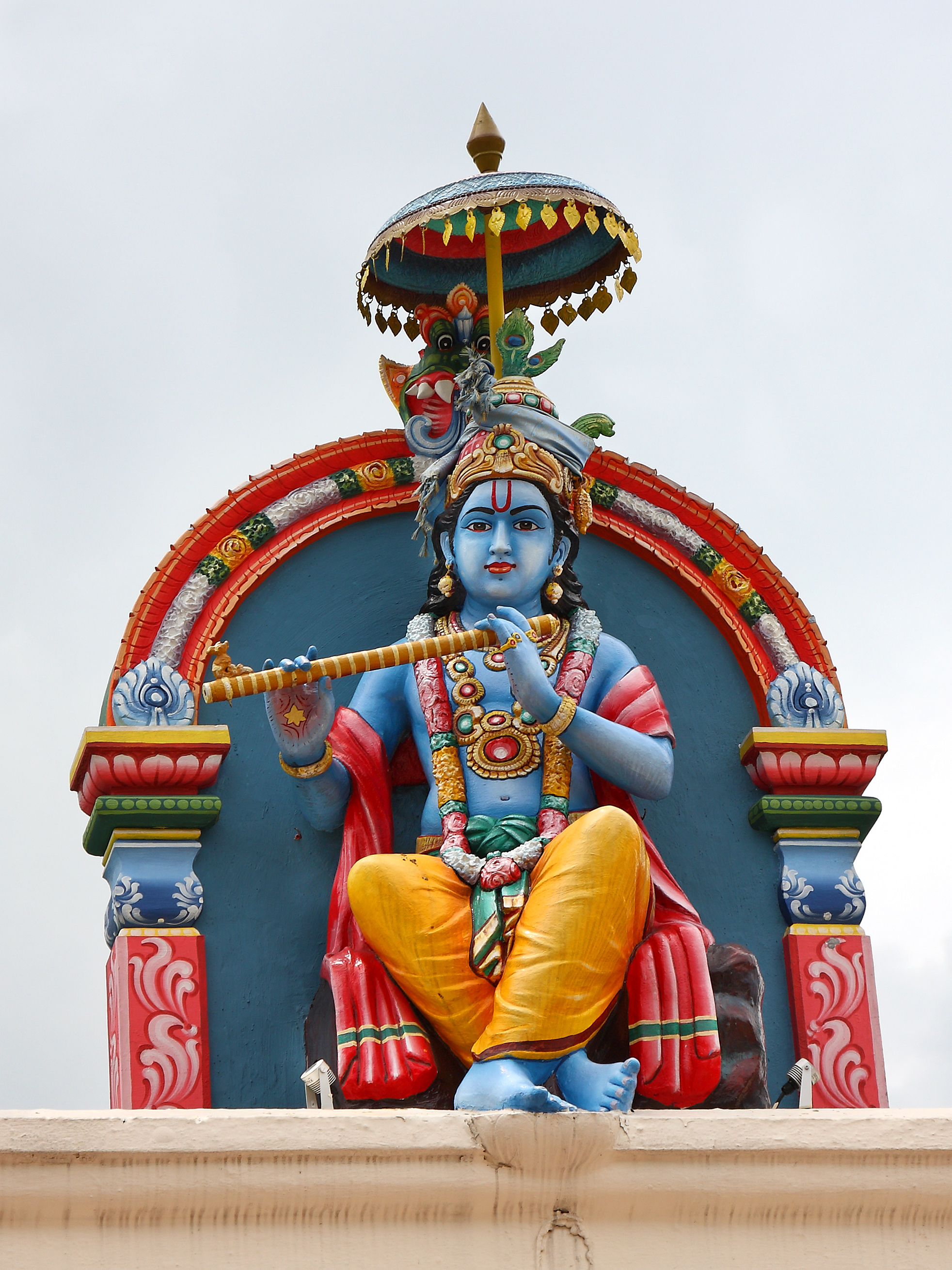
クリシュナ神

かねてからヒンドゥー教徒にとっては聖地であり、1590年にはゴーヴィンダ・デーヴ寺院が建設された。
1757年、アフマド・シャー・ドゥッラーニーはデリーを占領したのち、マトゥラーとこの地で略奪と殺戮を行った。